# タンカード
タンカード（TANKARD）は、ドイツ出身のスラッシュメタル・バンド。
同国の「クリエイター」「デストラクション」「ソドム」と同じく、ジャーマン・スラッシュの草創期から活動するベテランのグループ。バンド名から「酔いどれスラッシャー」などの異名を持つ。

## 概要
クリエイター、デストラクション、ソドムにタンカードを足して“ザ・テュートニックBIG 4”と呼ばれることもある。
ビールやウイスキーといったアルコールの類をテーマにした歌詞が特徴で、一時期「ドイツの酔っ払い集団」との異名を取っていた。バンド名の意味はビールジョッキ。あるインタビューではビールについて歌うことに関して、「ビールについて歌わないなんて、俺たちじゃないだろ？ビール・ソングのネタが尽きるなんて考えられないし、次のアルバムにも、その次のアルバムにも、ビールの歌が入っているだろう。」と宣言している。

## 年譜

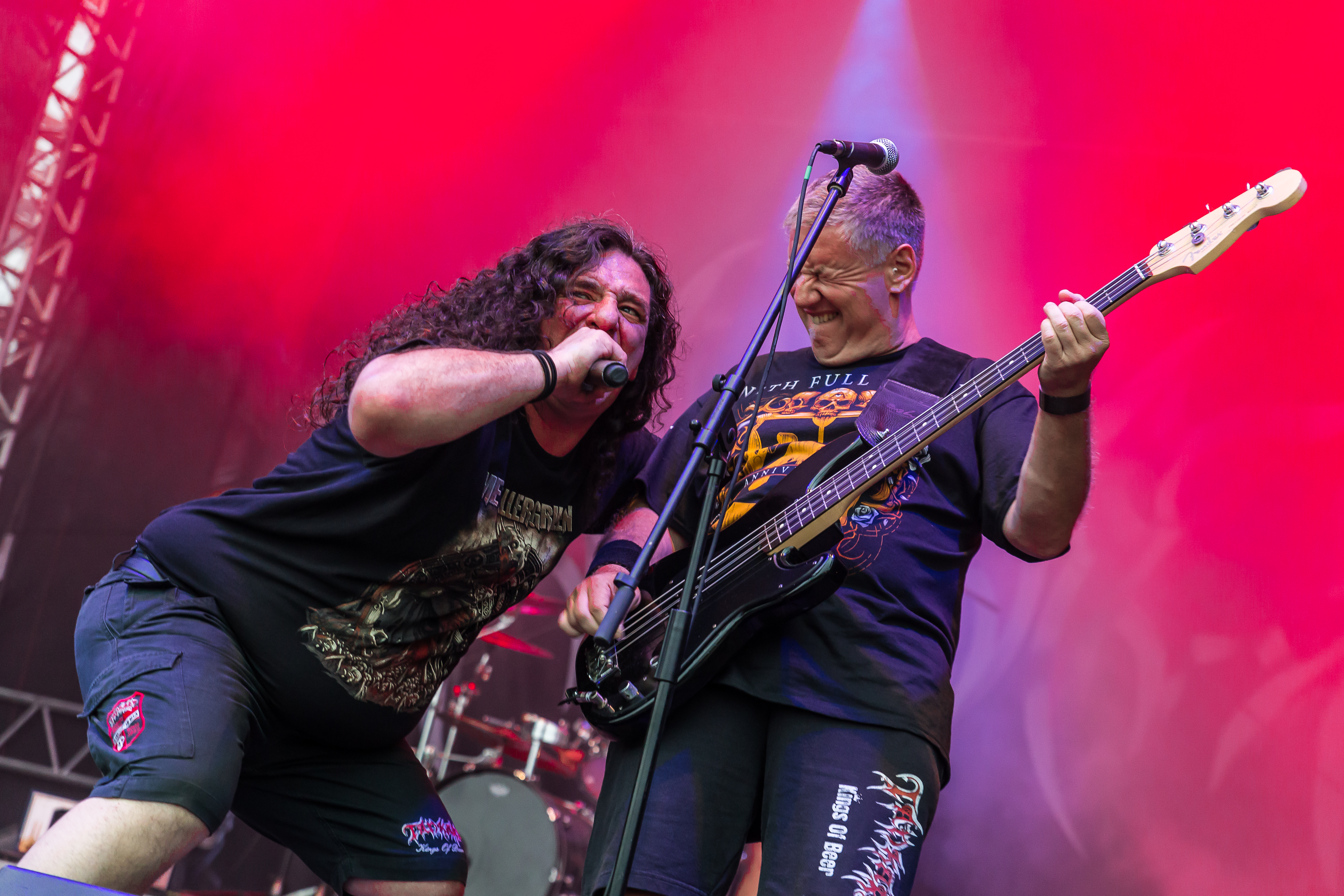
創設者ゲッレ&フランク (2018年)

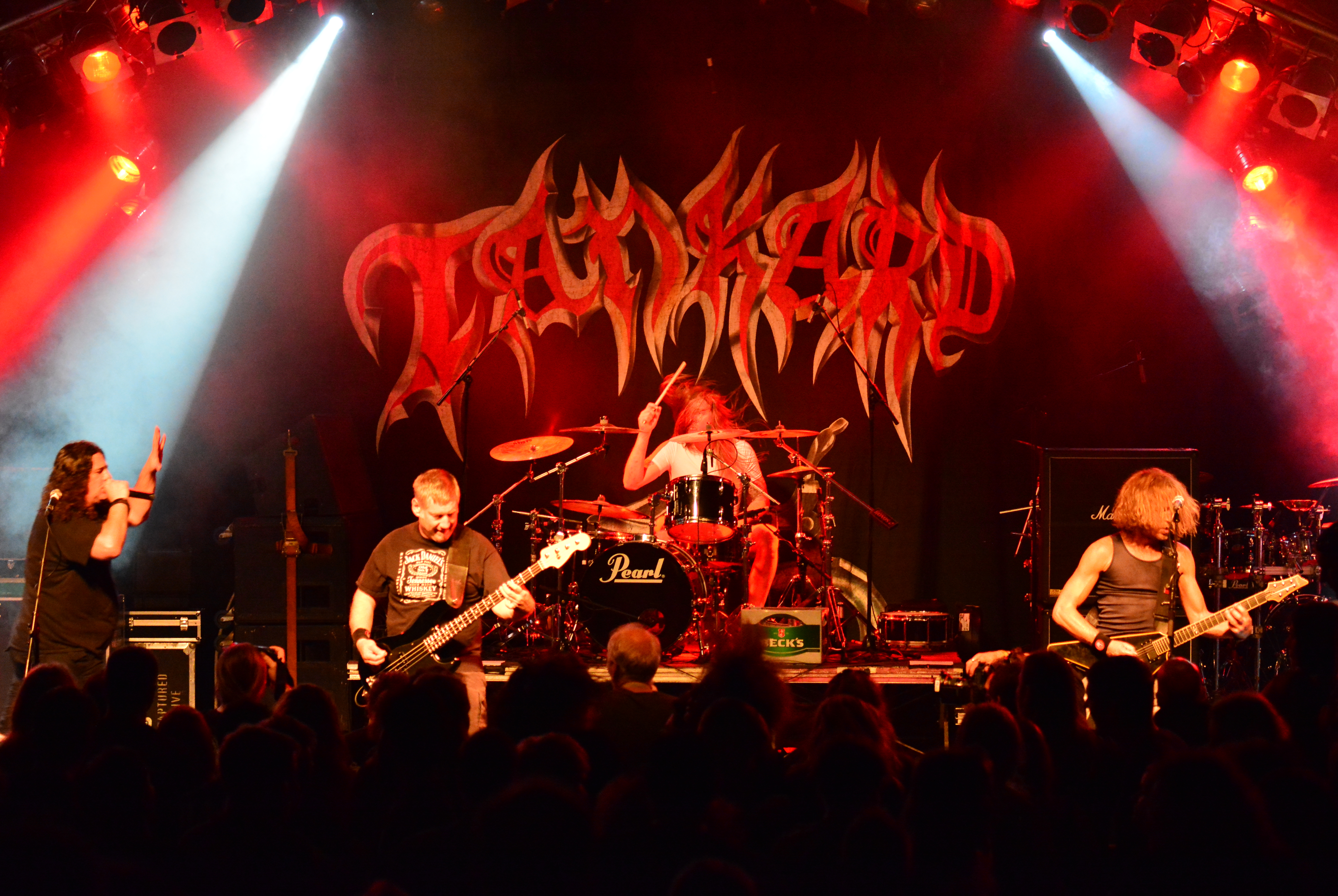
ドイツ・ハンブルク公演 (2014年9月)

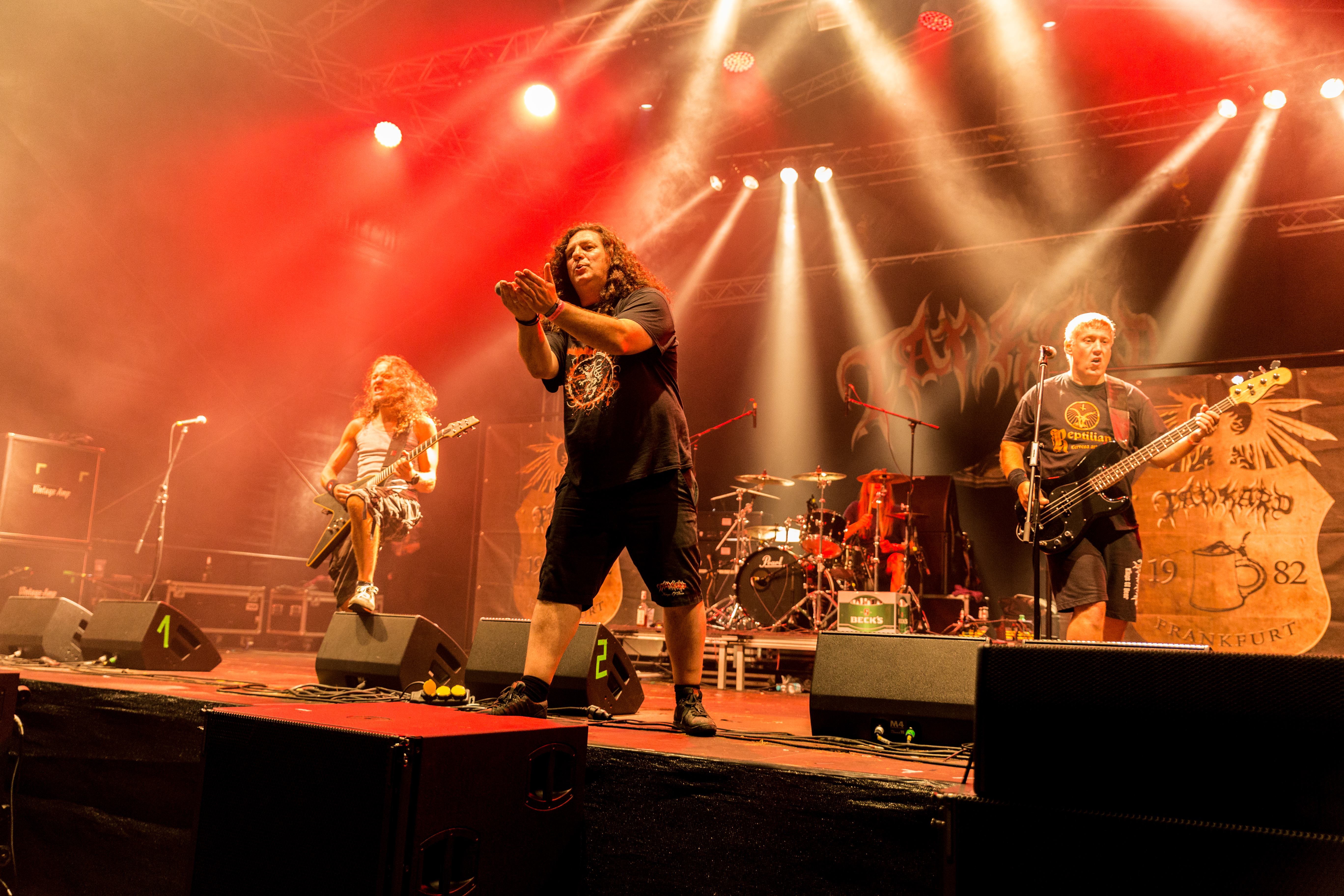
ドイツ・ガルデレーゲン公演 (2017年7月)

- 1982年、西ドイツ（当時）のフランクフルトにて、同じ学校の同級生だったアンドレアス・ゲレミア(Vo)、アクセル・カッツマン(G)、ベルンハルト・ラプリッチ(G)、フランク・トールワース(B)、オリヴァー・ワーナー(Ds)の5人で結成。
- 1984年、初のデモテープ「HEAVY METAL VANGUARD」を作成。
- 1985年、2本目のデモテープ「ALCOHOLIC METAL」を作成。タイトルどおり、後に彼等のトレードマークともいえる、アルコールの類をテーマにした歌詞はこの頃から健在であった。
- 1986年、ドイツのインディーズ・レーベル、ノイズ・レコードと契約し、同年1st『ZOMBIE ATTACK』をリリース。
- 1987年、2nd『CHEMICAL INVASION』をリリース。
- 1988年、3rd『THE MORNING AFTER』をリリース。
- 1989年、EP「ALIEN」とベストアルバム「HAIR OF THE DOG」をリリース。同年、オリヴァーが脱退し、後任として後にアクセルと共にネメシスで活動するアーヌルフ・タンが加入。
- 1990年、当時の東ベルリンで行われたライブ・フェスティバルに、クリーター、サバト、コロナーと共に参加。この時のライブの模様は、「Doomsday News III-Thrashing East Live-」としてCD＆VHS化される。

同年、4th『THE MEANING OF LIFE』と、前述のライブ音源を単独化したVHS『OPEN ALL NIGHT』をリリース。
- 1991年、初のライブアルバム『FAT,UGLY & LIVE』をリリース。
- 1992年、5th『STONE COLD SOBER』をリリース。
- 1994年、6th『TWO-FACED』とTANKWART名義で『AUFGETANKT』をリリース。
- 1995年、7th『The Tankard』をリリース。アクセルとアーヌルフが脱退。アーヌルフの後任に、オラフ・ジゼルが加入。その後は、シングルギター編成で活動していくことに。
- 1996年、TANKWARTとしての2枚目のアルバムとなる『HIMBEERGEIST ZUM FRUHSTUCK』をリリース。
- 1998年、8th『DISCO DESTROYER』をリリース。同年、アンディが脱退し、後任に元セヴンス・アヴェニューのアンディ・グッチャーが加入。
- 1999年、初の来日公演を行う。
- 2000年、現在のラインナップでの初のアルバムとなる9th『KINGS OF BEER』をリリース。
- 2002年、結成20周年を記念したアルバムでもある、10th『B-DAY』をリリース。
- 2004年、11th『BEAST OF BOURBON』をリリース。
- 2005年、初のライブDVDとなる「FAT,UGLY AND STILL (A)LIVE」をリリース。
- 2006年、12th『THE BEAUTY AND THE BEER』をリリース。
- 2007年、結成25周年を記念した再録ベスト「BEST CASE SCENARIO:25 YEARS IN BEER」をリリース。
- 2008年、13th『Thirst』をリリース。
- 2010年、14th『Vol(l)ume 14』をリリース。
- 2012年、15th『A Girl Called Cerveza』をリリース。
- 2014年、16th『R.I.B.』をリリース。15年ぶりの来日公演[2]。
- 2017年、17th『One Foot in the Grave』をリリース[3]。
- 2018年、大阪で開催されたTrue Thrash Fest 2018にて4年ぶりの来日公演。
- 2022年、18th『Pavlov's Dawgs』をリリース[4]。

## メンバー
※2023年7月時点

### 現ラインナップ
- アンドレアス "ゲッレ" ゲレミア (Andreas "Gerre" Geremia) - ボーカル (1982- )
- アンディ・グッチャー (Andy Gutjahr) - ギター (1999- )
- フランク・トールワース (Frank Thorwarth) - ベース (1982- )
- オラフ・ジゼル (Olaf Zissel) - ドラムス (1994- )

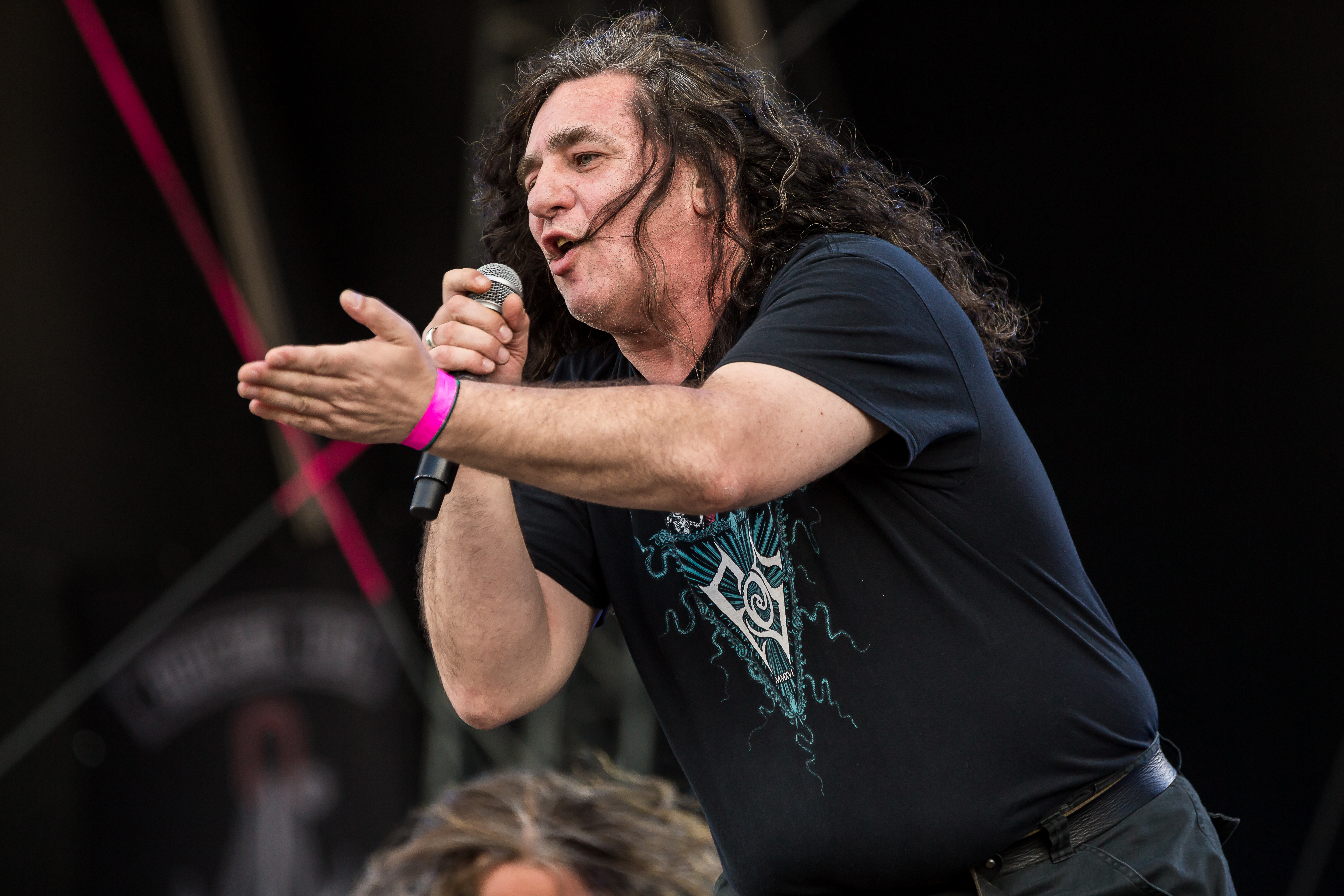
アンドレアス・ゲレミア(Vo) 2022年
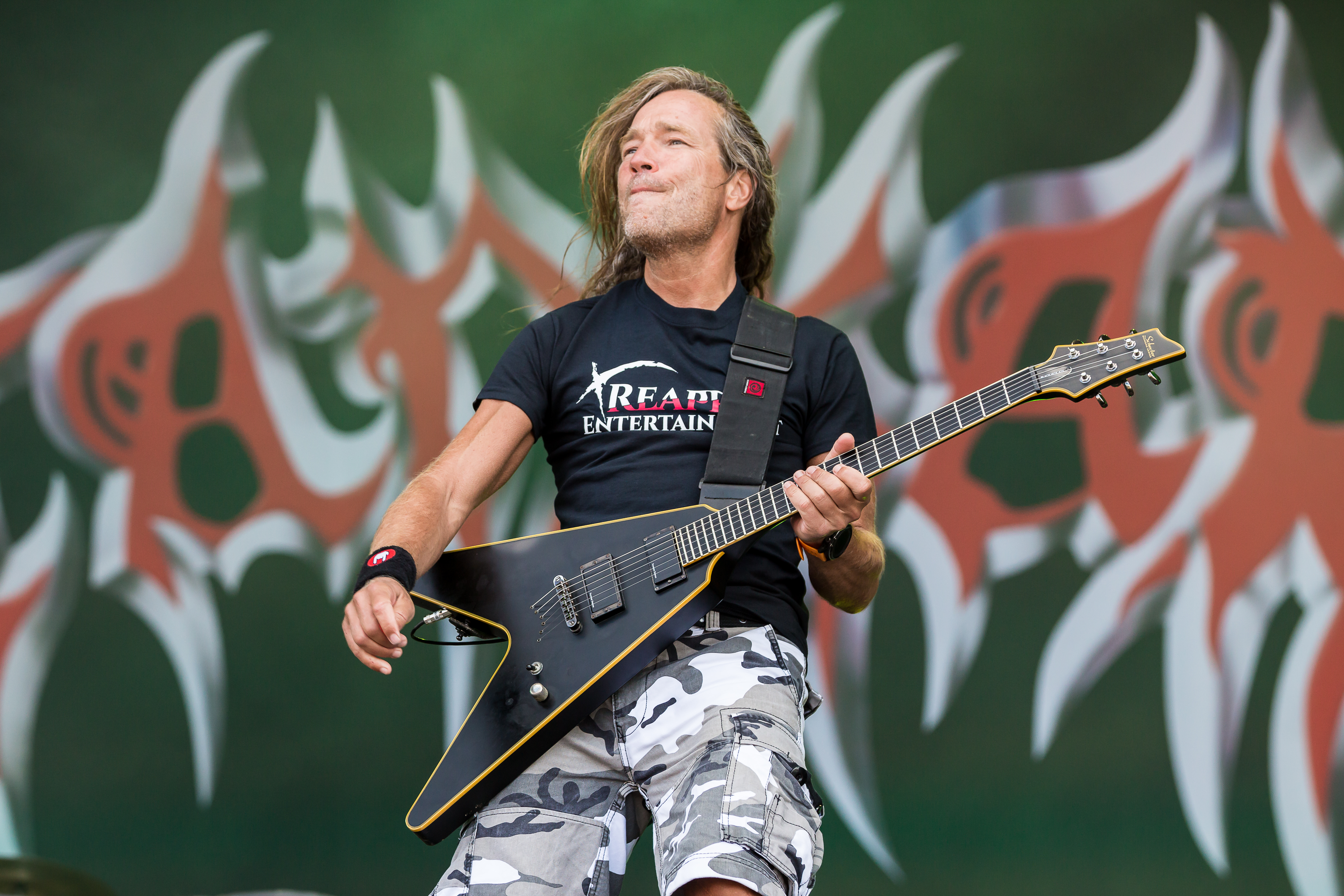
アンディ・グッチャー(G) 2022年
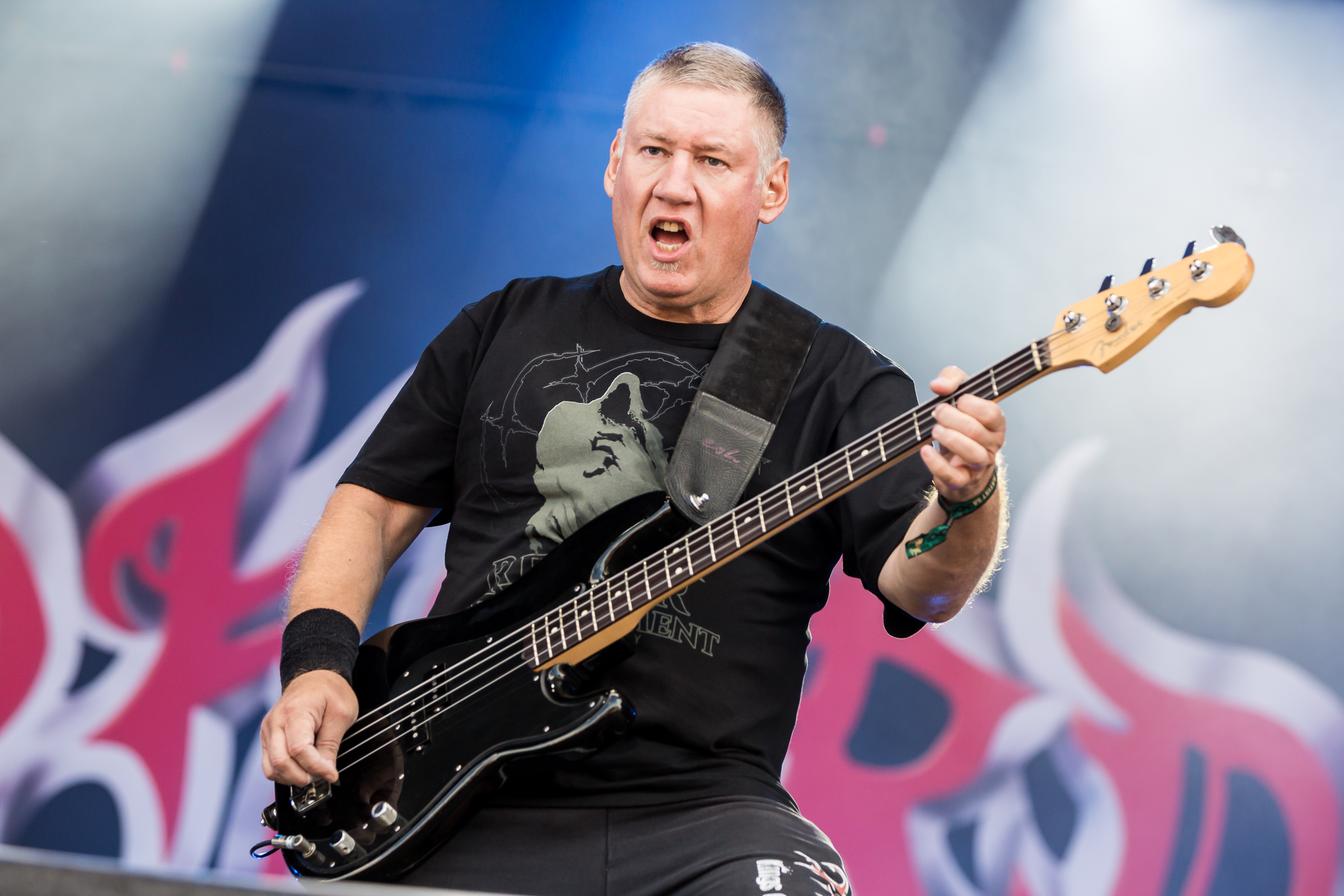
フランク・トールワース(B) 2022年
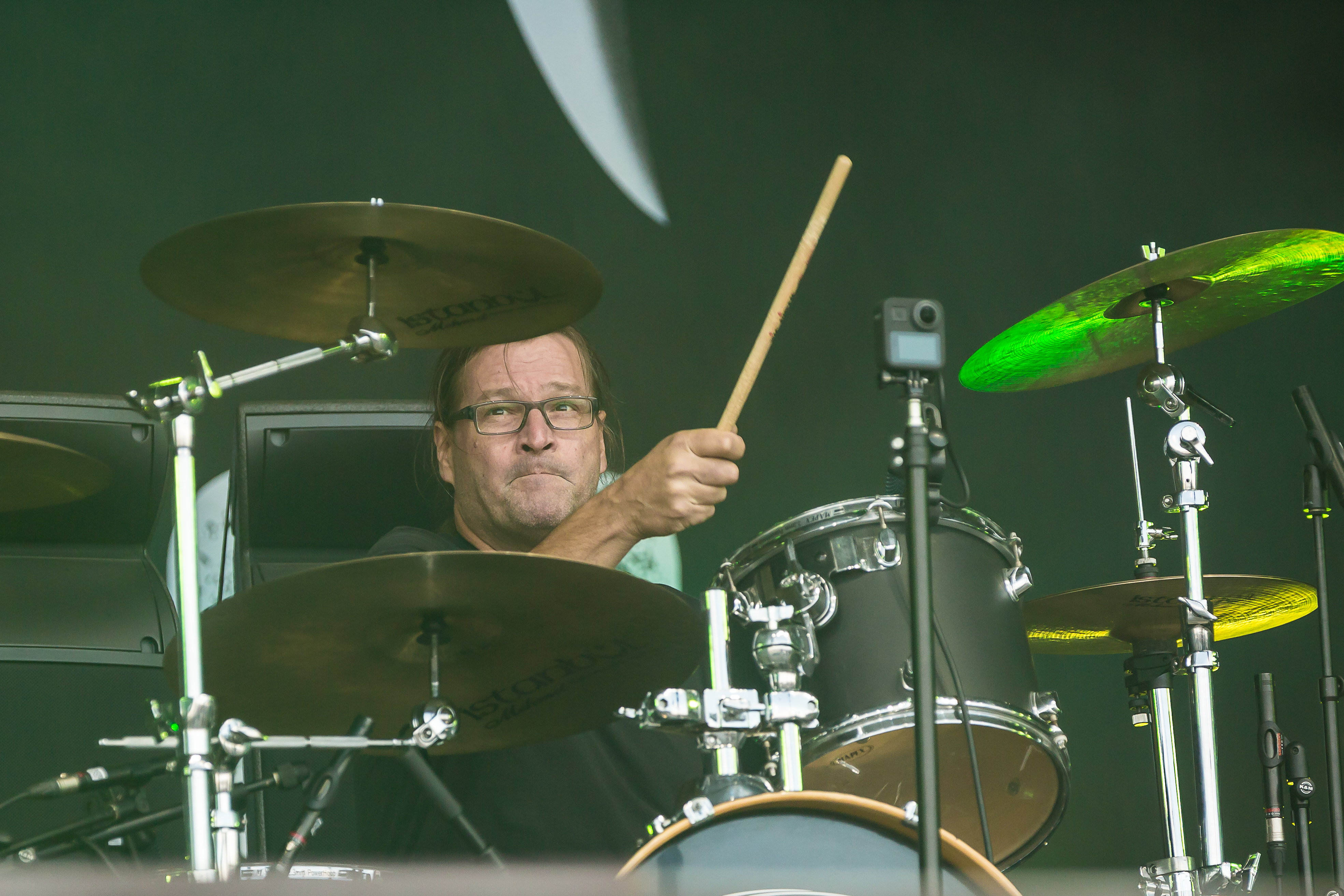
オラフ・ジゼル(Ds) 2022年

### 旧メンバー
- ベルンハルト・ラプリッチ (Bernhard Rapprich) - ギター (1982-1983)
- アクセル・カッツマン (Axel Katzmann) - ギター (1982-1993)
- オリヴァー・ワーナー (Oliver Werner) - ドラムス (1982-1989)
- アンディ・バルガルプロス (Andy Bulgaropulos) - ギター (1983-1999)
- アーヌルフ・タン (Arnulf Tunn) - ドラムス (1989-1994)

## ディスコグラフィー

### スタジオアルバム
- 1986 Zombie Attack
- 1987 Chemical Invasion
- 1988 The Morning After
- 1990 The Meaning of Life
- 1992 Stone Cold Sober
- 1994 Two-Faced
- 1995 The Tankard
- 1998 Disco Destroyer
- 2000 Kings of Beer
- 2002 B-Day
- 2004 Beast of Bourbon
- 2006 The Beauty and the Beer
- 2008 Thirst
- 2010 Vol(l)ume 14
- 2012 A Girl Called Cerveza
- 2014 R.I.B.
- 2017 One Foot in the Grave
- 2022 Pavlov's Dawgs

### ライブアルバム
- 1991 Fat, Ugly and Live

### コンピレーション
- 1989 Hair of the Dog
- 2007 Best Case Scenario: 25 Years in Beers
- 2018 Hymns for the Drunk